# Saint-Gédéon
Ne doit pas être confondu avec Saint-Gédéon-de-Beauce.
Saint-Gédéon ou Saint-Gédéon de Grandmont est une municipalité locale située dans la municipalité régionale de comté de Lac-Saint-Jean-Est, dans la région administrative du Saguenay–Lac-Saint-Jean au Québec (Canada).
Situé entre la plaine et les plages de la rive est du Lac-Saint-Jean, Saint-Gédéon est une localité agricole et récréotouristique à 10 kilomètres au sud-ouest de la ville d'Alma. Fondé en 1864 par des agriculteurs s'installant sur la rive nord de la Belle Rivière, la petite communauté s'est principalement développée grâce aux terres cultivables du secteur. Donnant directement sur le lac Saint-Jean, on y retrouve aujourd'hui des plages, des terrains de camping, des marinas et le seul terrain de golf de la MRC Lac-Saint-Jean-Est. La municipalité est également reconnue pour sa carrière de granite noir qui est exploitée depuis la première moitié du XXe siècle.

## Toponymie
| Belle-Rivière                                 | Belle-Rivière est le nom donné au territoire de la municipalité par les premiers explorateur. Elle est la traduction de l'innu-aimun mirochipou ou milnushipu en français ; ces termes décrivent ce territoire lors de l'époque pré-coloniale. Aujourd'hui, un cours d'eau coulant au sud de la municipalité (Belle Rivière) et un Territoire non organisé de la MRC de Lac-Saint-Jean-Est (Belle-Rivière) portent ce toponyme. |
| Grandmont (Lieu-dit)                          | En 1851, le contremaitre Joseph Grandmont de la compagnie Price ouvre une scierie sur un ruisseau qui traverse la municipalité actuelle. Il est nommé ruisseau Grandmont comme le secteur sur ses rives.. |
| Canton Signay                                 | Le 28 avril 1866, à la suite de l'arrivée de premiers colons en 1864, le territoire actuel de Saint-Gédéon est ajouté au cadastre et découpé en canton. Le canton formé est baptisé Canton Signay en l'honneur de Joseph Signay, archevêque de Québec de 1833 à 1850. |
| Paroisse de Saint-Gédéon                      | La paroisse de Saint-Gédéon est une subdivision du diocèse de Chicoutimi fondé en 1870. Cet hagiotoponyme est inspiré du prénom du second premier ministre de la province de Québec Gédéon Ouimet qui aida les colons à s'installer sur le territoire. Toutefois, elle est érigée canoniquement en 1884 sous le nom officiel de Saint-Antoine-de-Padoue puisque Saint-Gédéon n'est pas un saint mais un thaumaturge.            |
| Municipalité de canton de Signay-Partie-Ouest | L'érection civile de la municipalité a lieu en 1874. Le nom désigne principalement la position du foyer de peuplement principal situé dans l'ouest du canton Signay ; le secteur actuel du village. À partir de 1876, la municipalité est connue comme Sud et Sud-ouest du Canton Signay. |
| Municipalité de Saint-Gédéon-de-Grandmont     | Nom officiel du territoire actuel, il découle de la fusion en 1976 de la Municipalité de paroisse de Saint-Gédéon fondée en 1887 et la Municipalité de village de Saint-Gédéon fondée en 1916. |

## Géographie

Localisation de Saint-Gédéon.

Saint-Gédéon est située dans le centre-est du Québec, au nord du fleuve Saint-Laurent, sur la rive est du Lac Saint-Jean, à 10 km au sud-ouest de la ville d'Alma et à 40 km à l'ouest de Saguenay. La municipalité est au cœur de la plaine d’Hébertville et sur la rive nord de la Belle Rivière, un cours d'eau sinueux qui prend sa source au niveau du Lac de la Belle Rivière dans la Réserve faunique des Laurentides. Le secteur du village est arrosé par le ruisseau Grandmont et par de nombreux ruisseaux agricoles. Le territoire de la municipalité fait partie du bassin hydrographique du lac Saint-Jean qui est un lac et un réservoir circulaire de 35 kilomètres de diamètre situé à 103 mètres d'altitude. Il est le cinquième plus important plan d’eau du Québec et il est la source de la rivière Saguenay.
Le territoire occupé par la municipalité s'étend sur 64,17 km2 et est limitrophe d'Alma au nord, Saint-Bruno à l'est, Hébertville-Station et Hébertville au sud-est et Métabetchouan–Lac-à-la-Croix au sud-ouest. La limite est de la municipalité est la rive du Lac Saint-Jean. Pour sa part, le village ou centre-ville, situé au sud-ouest de la municipalité, s’étend principalement sur un axe nord-sud concordant avec la rue Dequen et le Rang des Îles. Le village n’est pas situé directement sur la rive du Lac Saint-Jean mais est séparée de celle-ci par le Petit marais. Les rangs de la municipalité sont principalement perpendiculaires à l’axe de la rue Dequen et débouchent à l’est sur la route 169 à Alma et Saint-Bruno. Parallèle aux rangs, la route 170 longe la limite sud de Saint-Gédéon.
Même si l’occupation du territoire s’est faite en plusieurs foyers de peuplements, le sud-ouest de Saint-Gédéon s’est réellement révélé comme centre de la municipalité grâce au chemin de fer puis au développement de la route 170 qui lui est parallèle. L'altitude moyenne de la municipalité est d'environ cent trente mètres alors que la partie basse de celle-ci ne se trouve qu'à cent mètres, soit au niveau du lac.

### Topographie et découpage

Les rangs de Saint-Gédéon vu de l'espace.

Saint-Gédéon est situé dans la cuvette du lac Saint-Jean ou plaine d'Hébertville, une dépression plane ponctuée par des rivières qui forment de petites vallées. En comparaison avec les villages environnants, Saint-Gédéon est la municipalité la plus accidentée de cette vallée. Le paysage y est majoritairement plat et à vocation agricole à l'exception des rives du lac Saint-Jean occupés par le village et le secteur des Îles et du nord de la municipalité délimité par la Petite Décharge, où les sols sont plus pauvres, accidentés et recouverts de forêts.
Au niveau de son découpage cadastral, la municipalité fut érigée comme un canton en 1866 (canton Signay), comme la plupart des lieux du Québec colonisés après 1796, mais est divisée en rangs comme il est coutume dans la province depuis 1628.
À l'origine, le canton Signay est divisé en 8 rangs horizontaux, un rang vertical et deux rangs supplémentaires ou augmentations. Les rangs 2 à 9 sont horizontaux et s'étendent de la Belle Rivière à la Petite Décharge ; leur numéro croient du sud vers le nord. Le rang 10 est vertical et occupe la rive du lac Saint-Jean et la section du village du rang 3 au rang 9. Les deux augmentations sont le territoire riverain du lac Saint-Jean entre le rang 2 et le rang 10 qui constitue le rang A et le secteur du rang des Îles qui est le rang B.
Le territoire actuel de la municipalité comprend la partie ouest des rangs 2, 3,4,5,6, le rang 10 au complet ainsi que les augmentations A et B.

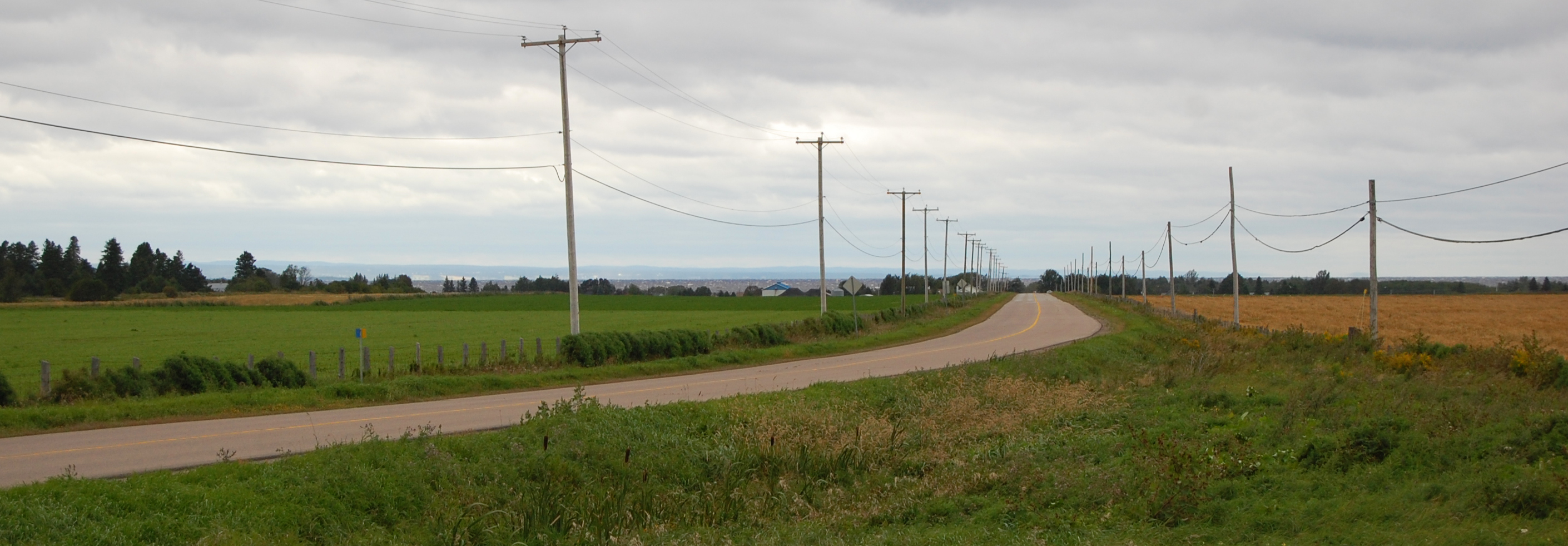
Le chemin du Ruisseau (4e rang) en direction du village.

### Géologie et Hydrographie

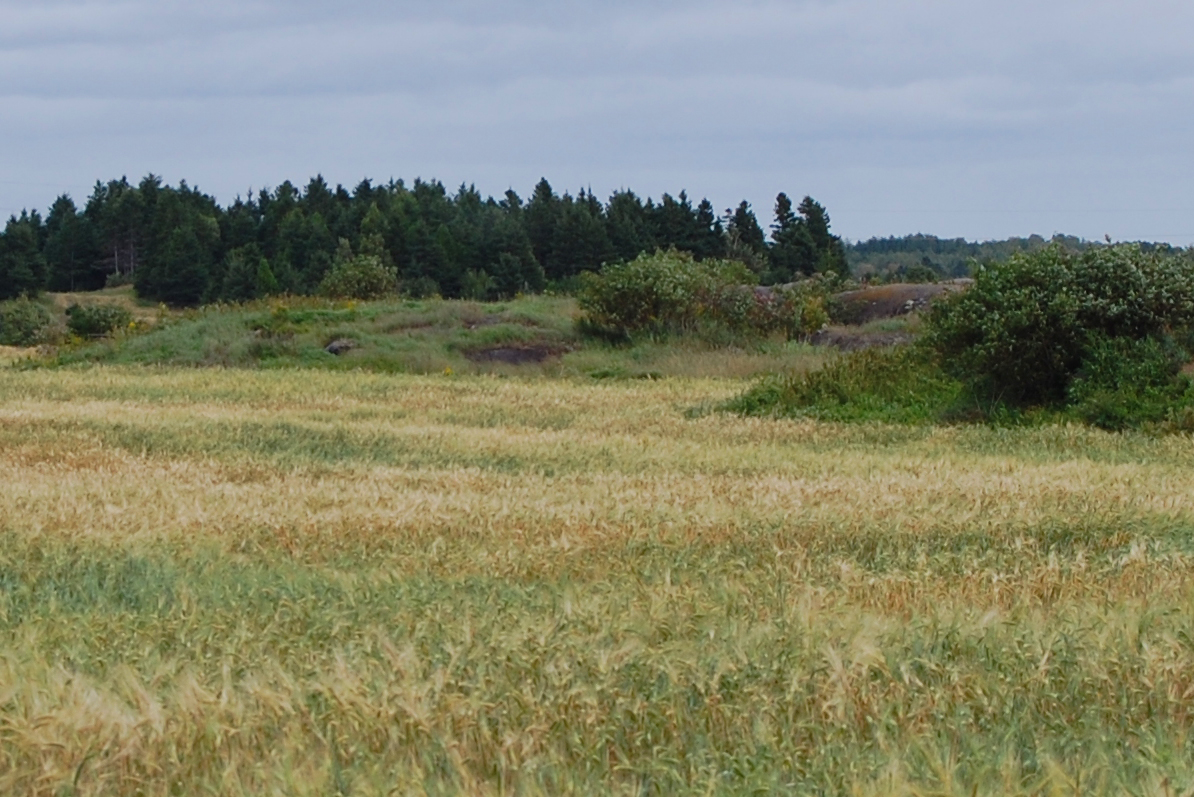
La roche-mère émerge du sol et rend plus difficile l'agriculture dans le rang des Îles et au nord de la municipalité.

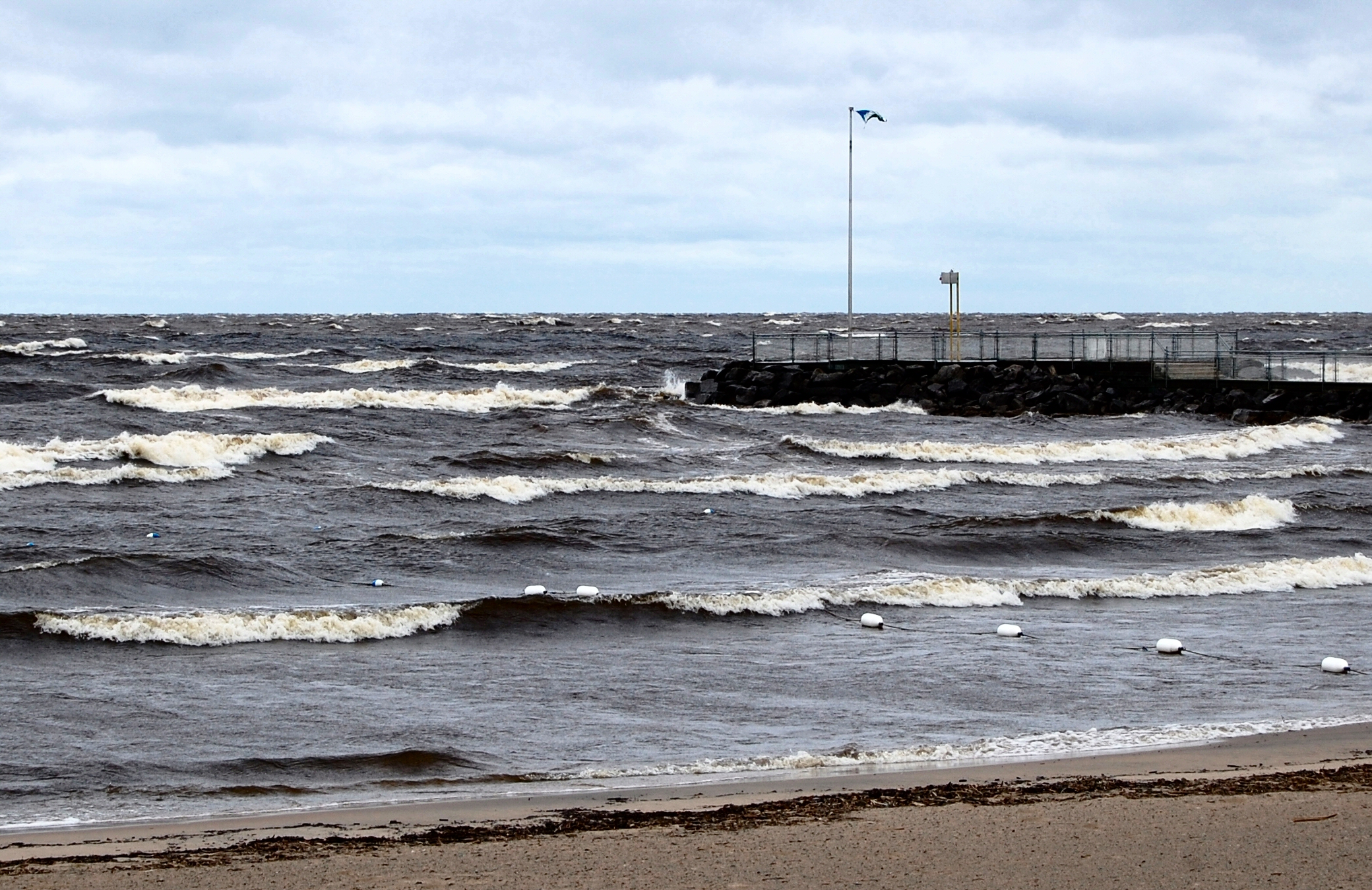
Le lac Saint-Jean vu de la plage municipale de Saint-Gédéon.

Les sols de la municipalité sont constitués d'une roche en sous-sol d'origine précambrienne et de dépôt superficiels composés d'argiles, de limons et de sables datant du Quaternaire, déposés durant la période glaciaire et post-glaciaire de la région. Riches en matières organiques, ces sols argileux du sud-est du lac Saint-Jean sont dans les meilleurs sols cultivables de la région.

### Climat
Saint-Gédéon, comme la plupart des municipalités de l'est du lac Saint-Jean et longeant la rivière Saguenay, est soumis à un climat continental humide plus doux que celui du plateau des Laurentides qui entoure la région. Avec une moyenne de température annuelle de 2 °C et un écart thermique de 80 degrés (entre –43 °C et 36 °C), ce secteur riverain du Lac Saint-Jean, même s'il est situé à la même latitude que des villes européennes plus chaudes comme Paris ou Vienne, possède un hiver long et froid et un été frais et court. Le Lac Saint-Jean constitue une surface d'eau assez grande pour influencer le climat de la plaine riveraine. Les températures montent rapidement au mois d'avril et mai, après que le lac a « calé », c'est-à-dire qu'il se libère de ses glaces, et décroissent lentement au mois de septembre.
La municipalité reçoit en moyenne 705 millimètres de pluie et 243 centimètres de neige par année. Le mois de juillet est le plus pluvieux et le mois de février le plus sec. La période sans gelée y est de 100 à 125 jours. Puisque le Lac Saint-Jean est un réservoir, son niveau est contrôlé artificiellement par la compagnie Rio Tinto Alcan à l'aide du barrage de l'Île maligne à Alma.
| Mois                     | jan. | fév. | mars | avril | mai | juin | jui. | août | sep. | oct. | nov. | déc. | année |
| ------------------------ | ---- | ---- | ---- | ----- | --- | ---- | ---- | ---- | ---- | ---- | ---- | ---- | ----- |
| Température moyenne (°C) | −16  | −14  | −7   | 2     | 10  | 15   | 18   | 17   | 12   | 6    | −2   | −12  | 2     |
| Précipitations (mm)      | 58   | 50   | 52   | 59    | 85  | 85   | 116  | 105  | 106  | 83   | 68   | 78   | 945   |
| dont pluie (mm)          | 7    | 8    | 19   | 45    | 85  | 85   | 116  | 105  | 106  | 79   | 41   | 9    | 705   |
| dont neige (cm)          | 51   | 43   | 33   | 14    | 0   | 0    | 0    | 0    | 0    | 5    | 28   | 69   | 243   |

### Faune, flore et environnement

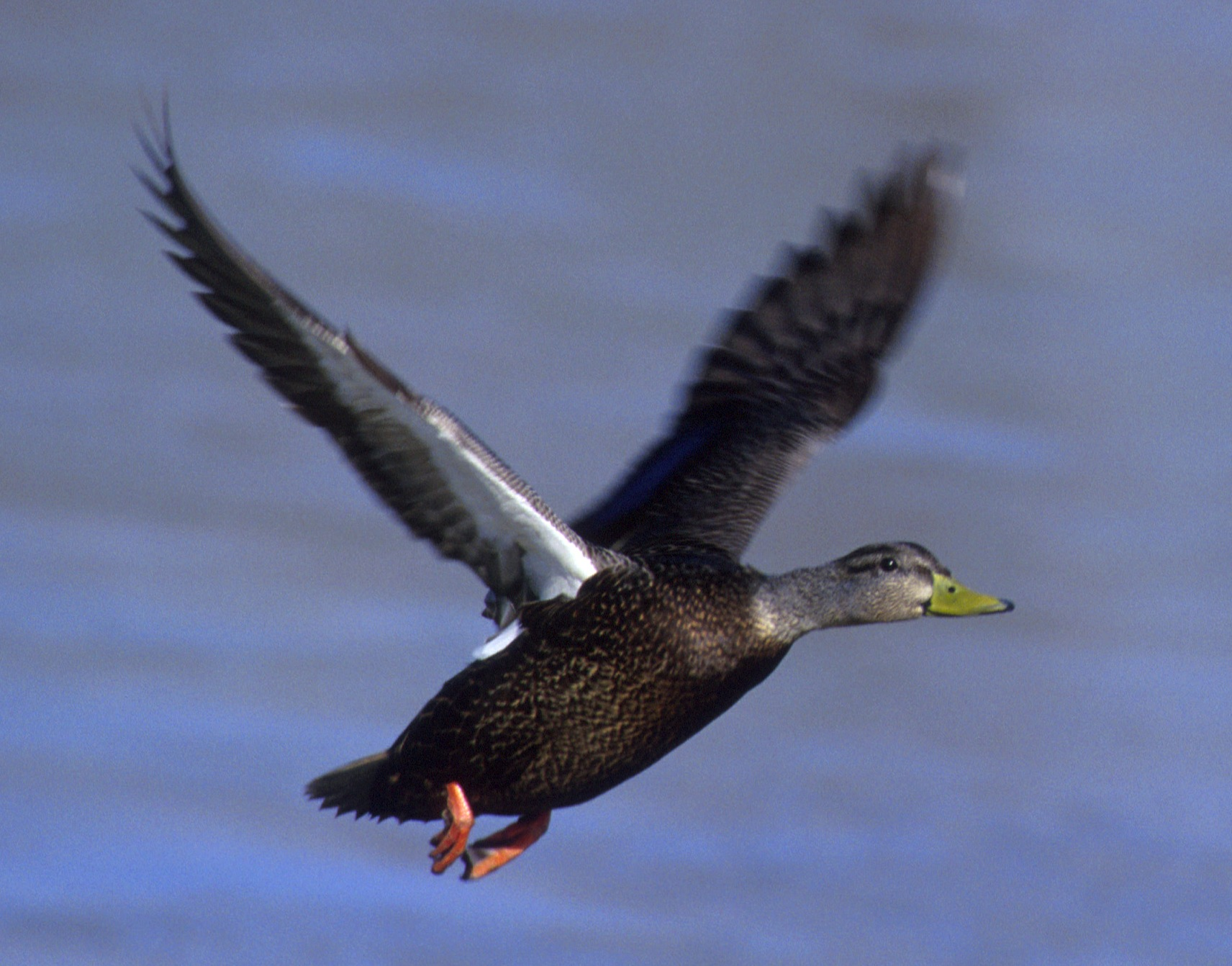
Canard Noir.

Parmi les animaux présent à Saint-Gédéon on remarque le rat musqué, le crapaud d'Amérique, la grenouille des bois, rainette crucifère et la couleuvre rayée. Plusieurs oiseaux possèdent également des aires de nidifications dans la municipalité ; on compte parmi eux le canard colvert, le canard d'Amérique, la sarcelle à ailes bleues et le canard noir.
Le lac Saint-Jean contient 28 espèces de poissons dont la ouananiche, l’omble de fontaine, le grand brochet, la perchaude. le doré jaune, la lotte, le touladi, la barbotte brune, la perchaude et l’éperlan arc-en-ciel.
La végétation du secteur est celle de la forêt mixte. On y retrouve principalement l'épinette blanche, le sapin baumier, le pin gris, le bouleau blanc, le bouleau jaune, le peuplier faux-tremble, le peuplier, le merisier ou cerisier de Pennsylvanie, le cerisier à grappe, le noisetier, le mascot, le cornouiller stolonifère, le cornouiller, la fougère allemande et le pâturin.

#### Le Petit Marais
Situé dans le secteur du village en bordure du lac Saint-Jean, le Petit Marais est une zone humide de 120 hectares qui abrite plus de 200 espèces de plantes vasculaires, 17 espèces de poissons, 5 espèces d'amphibiens et 14 espèces de mammifères. En tout, sur les 207 espèces oiseaux observés près de 80 espèces y nichent. Le petit Marais de Saint-Gédéon est la plus importante aire de nidification de canards des 16 zones humides du pourtour du lac Saint-Jean.

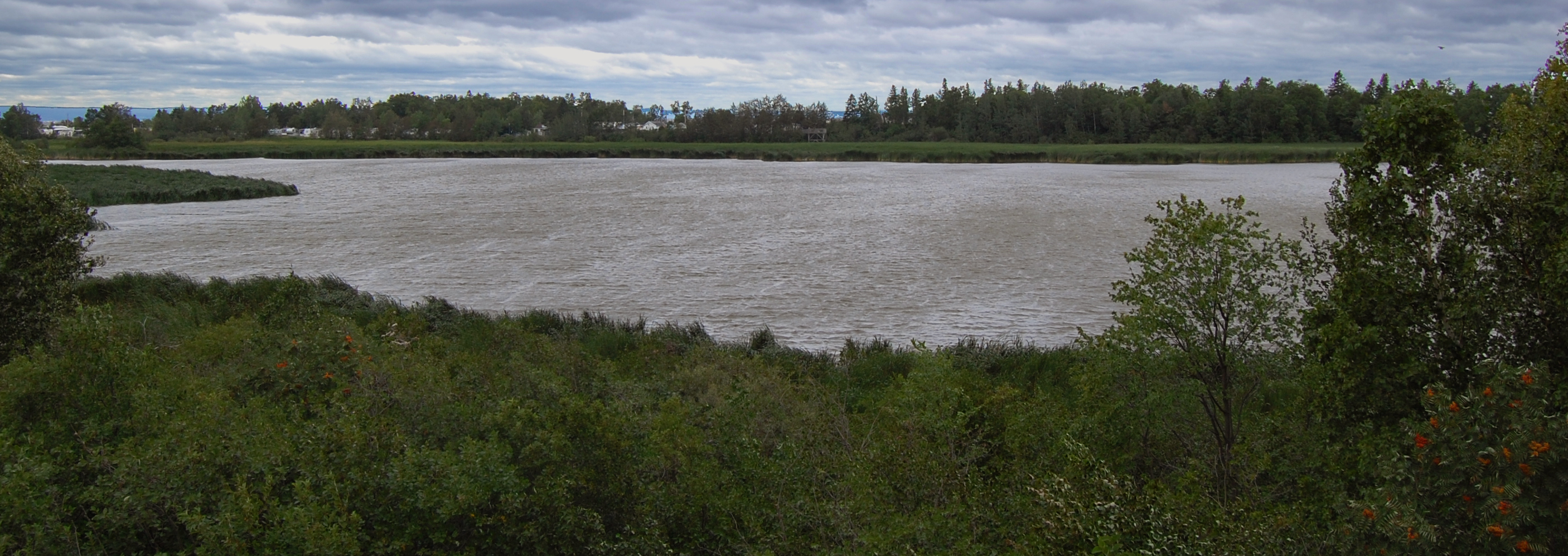
Le Petit Marais.

## Histoire

### Héraldique
| Progrès et Fidélité |
| ------------------- |

| L'écu de Saint-Gédéon se blasonne ainsi : De sinople à la gerbe d'or, brochant sur un bloc de granit d'argent; à la champagne, d'une onde d'argent soutenue d'une terrasse de sinople chargée de deux conifères et de petites plantes au naturel.Note : Le blason de Saint-Gédeon fut dessiné par l'historien Mgr Victor Tremblay. |

### Époque pré-coloniale et explorations
Avant l'arrivée des premiers explorateurs jusqu'à la colonisation, la Belle Rivière, qui coule au sud de Saint-Gédéon, est le grand chemin de circulation de la tribu des Kakouchaks (Innu) en direction de la rivière Saguenay.
Le premier Européen à atteindre le Lac Saint-Jean, Jean de Quen, emprunte cette rivière en 1646. On suppose également que c'est à cet endroit, aux abords de cette rivière, qu'en 1664 les Montagnais ont vaincu une trentaine d'envahisseurs iroquois.
En 1732, l'explorateur Joseph-Laurent Normandin utilise cette route pour se rendre au Lac Saint-Jean.
En 1851 débute l'installation d'une scierie sur le ruisseau Grandmont par la compagnie Price.
L'histoire saint-gédéonaise débute en 1851 avec l'ouverture de chantiers par la compagnie William Price, bien que l'ancienne route des fourrures passât par là jadis.

### Colonisation du canton Signay et érection de la municipalité

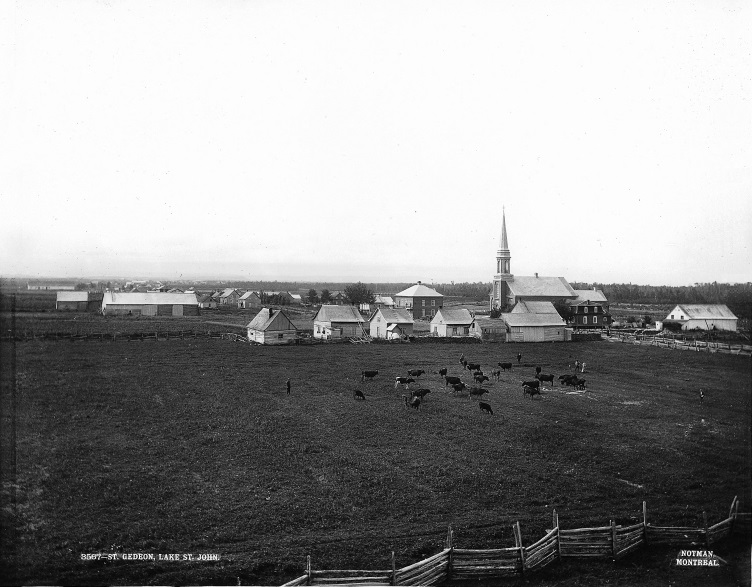
Saint-Gédéon de Grandmont vers 1903.

Le territoire de Saint-Gédéon fut colonisé au cours de la première phase de peuplement du Lac Saint-Jean qui s'étend de 1856 jusqu'au Grand feu du Saguenay–Lac-Saint-Jean en 1870.
C'est vers 1862 que les premiers colons commencent à préparer leur établissement sur la rive nord de la Belle Rivière. Ce groupe d'agriculteurs, composé de Célestin Laplante, Vital Fortin et Pierre Drouyn, emménagent avec leurs familles en 1864. De 1862 jusqu'en 1868, le territoire est desservi par la paroisse Notre-Dame d'Hébertville. Le canton Signay, qui englobe la majeure partie de la municipalité actuelle, est proclamé en 1866. En 1867 et 1868, de nouveaux foyers de peuplement sont formés par les colons Joseph Morel, Adolphe Lindsay et Pierre Lindsay dans le secteur des îles et par Étienne Coulombe, Georges Murray, Hippolyte Lessard et Joseph Lessard dans l'actuel secteur du village.
À partir de 1868, et jusqu'en 1880, c'est la paroisse de Saint-Jérome qui prend en charge la petite communauté naissante qui compte déjà 40 familles en 1869.

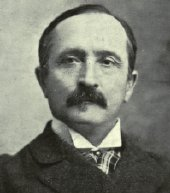
Joseph Girard, entrepreneur de Saint-Gédéon, député provincial dans Lac-Saint-Jean de 1892 à 1900 et fédéral dans Chicoutimi-Saguenay de 1900 à 1917.

Au cours du mois de mai 1870, le Grand feu du Saguenay–Lac-Saint-Jean épargne la majeure partie du canton à l'exception des terres en bordure de la Belle Rivière qui sont ravagées.
La première école de Saint-Gédéon, une institution volontaire comptant de 30 à 40 élèves, ouvre ses portes en février 1872. En 1875, la commission scolaire de Saint-Gédéon de Grandmont est mise sur pied.
En 1876, à la suite de sa séparation de la municipalité de Notre-Dame d'Hébertville, la municipalité de canton de Partie sud et sud-ouest du Canton Signay est érigée dans l'actuel territoire de la municipalité.
Le Cercle agricole de Saint-Gédéon, un rassemblement d'agriculteurs échangeant sur des méthodes de culture et élevage, est fondé par Joseph Girard en 1883. Plusieurs autres cercles agricoles sont formés dans les milieux ruraux autour du Lac Saint-Jean et du Saguenay. Celui de Saint-Gédéon s'impose rapidement comme le plus dynamique de la région et sert de modèle aux autres cercles. Joseph Girard est également à l'origine de la première fromagerie du canton. Le 23 février 1884, on procède à l'érection canonique de la paroisse; elle est baptisée Saint-Gédéon. La municipalité de canton sera rebaptisée le 9 décembre 1887 en Saint-Gédéon lors de son érection en municipalité de paroisse.
Majoritairement détruits par le feu, plusieurs lieux de culte se succéderont dans la paroisse. La première chapelle, construite en 1872, brûle en décembre 1882 avant d'être remplacée par une chapelle plus modeste et une salle publique qui brûlent en 1897. Une première église construite en bois et possédant le premier carillon du Lac Saint-Jean est béni le 1er mars 1888 est également la proie d'un incendie causé par la foudre le 23 juin 1897. Il faut attendre le 20 juillet 1898 pour voir la bénédiction de l'église actuelle.
Le train du Canadien National arrive à Saint-Gédéon en 1892. En 1895, les Saint-gédéonnais demandent à Monseigneur Michel-Thomas Labrecque, l'évêque de Chicoutimi de l'époque, l'autorisation pour la construction d'une statue à la gloire de Saint-Gédéon. Les autorités religieuses refusent puisque, après vérification dans le catalogue des saints, on s'aperçoit que Saint-Gédéon est un thaumaturge. À la suite de cette découverte, c'est Saint-Antoine-de-Padoue qui est attitré comme patron de la paroisse par l'évêque.
Au début du XXe siècle, la production laitière de Saint-Gédéon est la quatrième plus importante du Lac Saint-Jean après Métabetchouan (Saint-Jérôme), Hébertville et Alma (Québec).. Le 14 septembre 1903, les sœurs du Bon-Conseil ouvrent deux classes dans la salle publique en attendant la construction du couvent-école
Le premier réseau d'aqueduc de Saint-Gédéon est bénie le 5 octobre 1912. Il fait 19 kilomètres et achemine l'eau aux 6 principaux rangs de la paroisse.

### Saint-Gédéon: Village et paroisse
En 1916, la création de la municipalité de village de Saint-Gédéon au sud-est de la municipalité de paroisse de Saint-Gédéon entraine une séparation du territoire en deux secteurs administratifs. En ce qui a trait à la voirie, le macadam fait son apparition dans le village la même année; 3 kilomètres de chemins en sont recouverts. On y construit aussi des trottoirs de bois en 1919.
Saint-Gédéon se dote d'une caserne de pompiers en 1921, l'équipement est alors trainé par des chevaux. Le village est éclairé à l'électricité de 1922 à 1927, le bail avec le fournisseur d'électricité n'étant pas renouvelé, il faudra attendre 1947 pour que l'éclairage de rue soit réellement instauré dans le village. En 1923, Saint-Gédéon et Saint-Jérome-de-Métabetchouane financent la construction d'un pont en béton sur la Belle Rivière.
Les trottoirs de bois sont remplacés par des trottoirs de ciment en 1932. Une succursale de la Caisse Desjadins ouvre ses portes en 1937..
L'asphaltage des routes débute en 1944. La nouvelle caserne de pompier ouvre ses portes 1949 ; plus moderne que l'ancienne, elle possède un camion d'incendie.

### Histoire récente de la municipalité de Saint-Gédéon
En 1976, la municipalité de village et la municipalité de paroisse de Saint-Gédéon se regroupent pour former la municipalité de Saint-Gédéon.
Le 19 juin 2001, une tornade de force 2 (F2) s'abat sur la municipalité et cause des dommages au garage municipal et à une quinzaine de résidences dans le cœur du village et dans le rang 5. La qualité des mesures d'urgence et leur application efficace par le Comité de sécurité publique de la municipalité durant cette catastrophe est honoré par le ministère de la Sécurité publique du Québec. Le 10 mai 2002, la municipalité reçoit le prix Intervention et Rétablissement du Mérite québécois de la sécurité civile à l'Assemblée nationale du Québec.

## Démographie
| 1881 | 1891 | 1901  | 1911  | 1921  | 1931  | 1941  | 1951  |
| ---- | ---- | ----- | ----- | ----- | ----- | ----- | ----- |
| 654  | 960  | 1 155 | 1 309 | 1 281 | 1 549 | 1 596 | 1 631 |

| 1956  | 1961  | 1966  | 1971  | 1976  | 1981  | 1986  | 1991  |
| ----- | ----- | ----- | ----- | ----- | ----- | ----- | ----- |
| 1 760 | 1 674 | 1 697 | 1 672 | 1 632 | 1 690 | 1 785 | 1 803 |

| 1996  | 2001  | 2006  | 2011  | 2016  | 2021  | - | - |
| ----- | ----- | ----- | ----- | ----- | ----- | - | - |
| 1 877 | 1 923 | 1 931 | 2 001 | 2 085 | 2 177 | - | - |

En 2011, Saint-Gédéon est la troisième plus importante municipalité périurbaine de la ville d'Alma avec ses 2 001 résidents après Saint-Bruno et Saint-Nazaire. Contrairement à la majorité des municipalités du Saguenay-Lac-Saint-Jean qui affichent un déclin démographique, Saint-Gédéon a connu une augmentation de 6,6 % de sa population de 1996 à 2011. Cette situation est principalement due à sa proximité avec Alma, à l'attrait du lac Saint-Jean et à la transformation de résidences de villégiature en résidences permanentes.
La densité de population dans le territoire de la municipalité est de 30 hab/km2 et sa structure est principalement rurale ; son noyau urbain englobe seulement 1,25 % du territoire.
Après l'arrondissement Chicoutimi à Saguenay, Saint-Gédéon est la municipalité du Saguenay-Lac-Saint-Jean possédant le plus grand taux de diplômés universitaires ; en 1996, 10,25 % de la population de la municipalité possédait un baccalauréat ou un diplôme d'étude supérieur alors que la moyenne régionale se chiffrait à 4,70 %.
Selon les données de Statistique Canada, la population parle le français à 99 % et on y compte aucun immigrant. Le revenu par tête est en moyenne de 21 955 $. Le revenu moyen par ménage est de 50 286 $.
| Indicateur           | Saint-Gédéon-de-Grandmont | Alma   | Québec |
| -------------------- | ------------------------- | ------ | ------ |
| Hommes (%)           | 51,3                      | 49,1   | 48,9   |
| Femmes (%)           | 48,7                      | 50,9   | 50,1   |
| Âge médian           | 44,1                      | 43,1   | 41,0   |
| Moins de 15 ans (%)  | 16,1                      | 16     | 16,6   |
| 16-64 ans (%)        | 69,4                      | 62,5   | 69,1   |
| 65 ans et + (%)      | 14,5                      | 21,4   | 14,3   |
| Revenu par hab. ($)  | 21 955                    | 23 190 | 24 430 |
| Taux de pauvreté (%) | 5,5                       | 11,9   | 17,2   |

## Politique

### Municipale

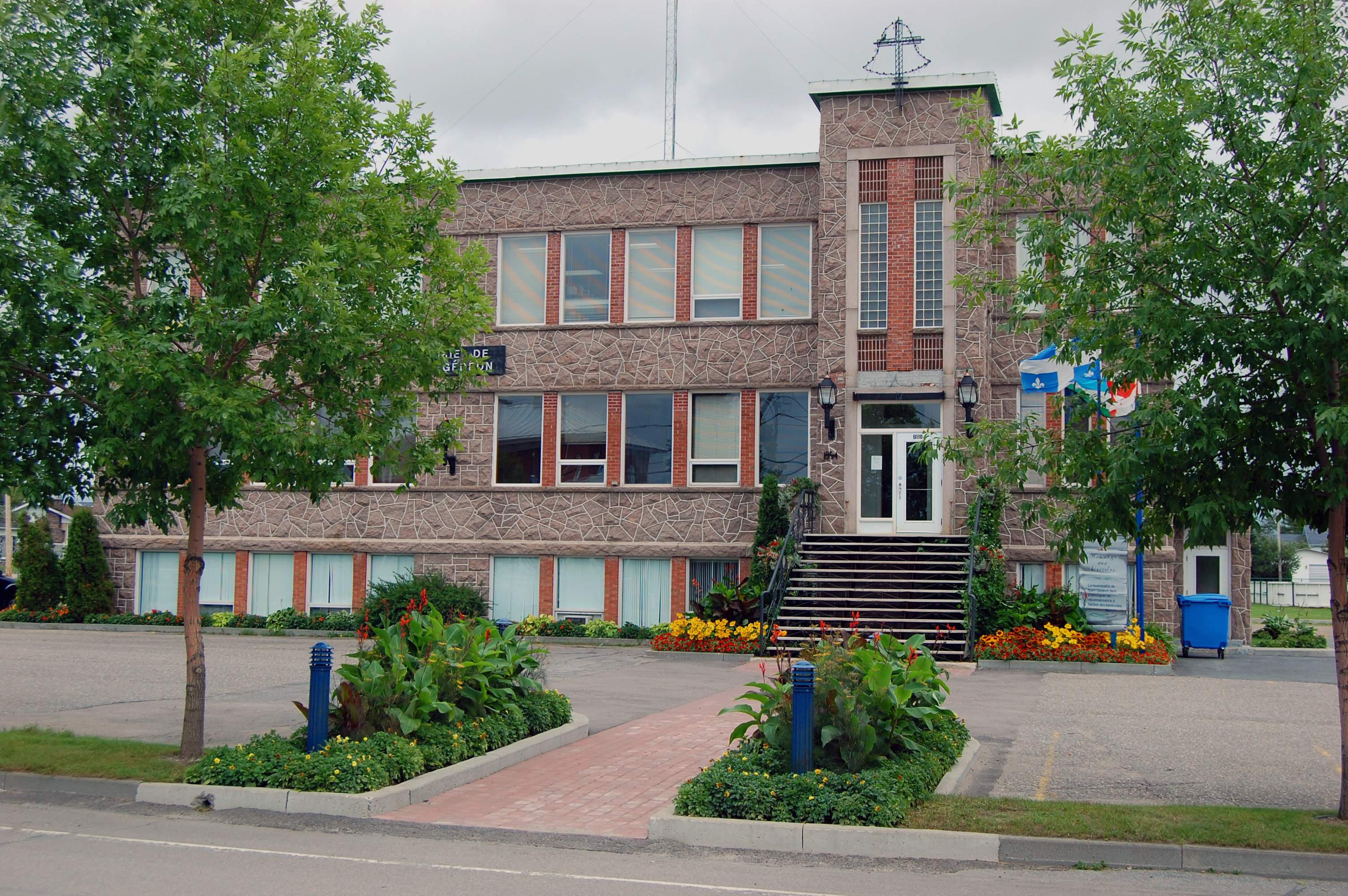
La mairie de Saint-Gédéon.

La population municipalité de Saint-Gédéon est représentée par un maire et 6 conseillers municipaux élus démocratiquement dans 6 districts électoraux.
| Fonction                 | Nom                   |
| ------------------------ | --------------------- |
| Maire                    | Émile Hudon           |
| Conseiller district no 1 | Jean Sébastien Allard |
| Conseiller district no 2 | André Gagnon          |
| Conseiller district no 3 | Michel Tremblay       |
| Conseiller district no 4 | Pierre Boudreault     |
| Conseiller district no 5 | Gabriel fortin        |
| Conseiller district no 6 | Jean Gauthier         |

#### Les maires de Saint-Gédéon depuis 1876

##### Partie sud et sud-ouest du Canton Signay (1876)
- (1876-1882) Robert E. Lindsay
- (1882-1885) Étienne Coulombe
- (1885-1887) Joseph Girard

##### Municipalité de paroisse de Saint-Gédéon (1887)
- (1887-1888) George Audet
- (1888-1890) Étienne Coulombe
- (1890-1891) Evariste Simard
- (1891-1893) André Bouchard
- (1893-1900) Octave Couture
- (1900-1901) Joseph Laberge
- (1901-1914) Wilfrid Simard
- (1914-1916) Theophile Gagnon

##### Municipalité de village de Saint-Gédéon (1916)
- (1916-1917) Ephraïm Potvin
- (1917-1929) Charles Huot
- (1929-1937) George Tremblay
- (1937-1939) J.-Victor Hamel
- (1939-1942) Charles-Antoine Potvin
- (1942-1945) Philippe McNicoll
- (1945-1949) Louis Claveau
- (1949-1953) Joseph-A. Simard
- (1953-1961) Donat Beauchesne
- (1961-1965) Gérard Fortin
- (1965-1968)  Maurice Coulombe
- (1968-1969)  Yvon Gaudreault
- (1969-1973)  Martin Murray
- (1973-1976)  Jean-Philippe Coulombe

##### Municipalité de paroisse de Saint-Gédéon
- (1916-1918) Adélard Lessard
- (1918-1919) Théophile Gagnon
- (1919-1921) André Bouchard
- (1921-1931) Adélard Fortin
- (1931-1941) Alderic Bergeron
- (1941-1945) Henri Claveau
- (1945-1953) Alphonse Couture
- (1953-1961) Thomas Ouellet
- (1961-1966) Henri Claveau
- (1966-1976) Jean-Marie Tremblay

##### Municipalité de Saint-Gédéon (1976)
- (1976-1985) Jean-Philippe Coulombe
- (1985-1988) Raymond Claveau
- (1988-1996) Alain Ouellet
- (1996-2000) Charles-Eugène Couture
- (2000-2005) Michel Simard

| Saint-Gédéon Maires depuis 2005                                                                                      |                   |         |          |
| Élection | Maire             | Qualité | Résultat |
| 2005 | Yvon Drolet       |         | Voir     |
| 2009 | Jean-Paul Boucher |         | Voir     |
| 2013 | Jean-Paul Boucher | Voir    |          |
| 2017 | Émile Hudon       |         | Voir     |
| 2021 | Émile Hudon       | Voir    |          |
| Élection partielle en italique Depuis 2005, les élections sont simultanées dans toutes les municipalités québécoises |                   |         |          |

### Fédérale
Le poids politique de la municipalité de Saint-Gédéon, regroupant 1 606 électeurs, par rapport au siège de la circonscription fédérale Roberval—Lac-Saint-Jean, est mineur face à Dolbeau-Mistassini, Roberval et Saint-Félicien, plus peuplés et partageant le même député fédéral (Canada). En tout, Saint-Gédéon compte pour 3 % des électeurs de la circonscription.
|  | Roberval—Lac-Saint-Jean | Denis Lebel | 2007-... | Conservateur |

| Affiliation politique de la municipalité aux dernières élections fédérales |                                                   |       |                                           |       |
| Élection                                                                   | Candidat ayant obtenu une majorité à Saint-Gédéon | Parti | Candidat élu dans Roberval—Lac-Saint-Jean | Parti |
| 2008                                                                       | Claude Pilote                                     | BQ    | Denis Lebel                               | PCC   |
| Partielle de 2007                                                          | Denis Lebel                                       | PCC   | Denis Lebel                               | PCC   |
| 2006                                                                       | Michel Gauthier                                   | BQ    | Michel Gauthier                           | BQ    |
| 2004                                                                       | Michel Gauthier                                   | BQ    | Michel Gauthier                           | BQ    |
| Source: Élection Canada                                                    |                                                   |       |                                           |       |

### Provinciale
Sur le plan provincial (Québec), Saint-Gédéon représente 4 % des électeurs de la circonscription Lac-Saint-Jean.
|  | Lac-Saint-Jean | Alexandre Cloutier | 2008- ... | Parti québécois |

## Urbanisme
Selon Statistique Canada, la municipalité de Saint-Gédéon comptait 1 035 logements dont 748 résidences principales en 2006, 72,3 % des résidences saint-gédéonaises sont des résidences principales et 27,7 % des résidences secondaires. Le ratio de résidences construites après 1986 est bien moins élevé que la moyenne d'Alma et un peu moindre que celle de Saint-Bruno, il se chiffre à 21,3 %, soit 220 nouveaux logements, contre 26,5 % à Alma et 22,7 % à Saint-Bruno. Parmi les édifices habités, 5,4 % des logements ont besoin de réparations majeures, c’est 0,1 % de plus que la moyenne d'Alma. À 110 629 $, la valeur moyenne des logements de la municipalité est inférieure à ceux de la ville d'Alma mais supérieure à celle des villes avoisinantes de Saint-Bruno, Hébertville et Métabetchouan—Lac-à-la-Croix.
Les résidences prennent majoritairement (85,9 %) la forme de maisons individuelles. Les maisons jumelées représentent pour leur part 2 % des résidences, les maisons en rangée ; 6 %, les duplex et appartements ; 4 % et les immeubles à apparentement de moins de 5 étages ; 23,2 %. Il n'y a pas d'immeuble à appartement de plus de 5 étages à Saint-Gédéon. On compte, parmi les résidences, 90 logements locatifs (12 %) et 655 logements possédés (88 %).

### Tourisme et villégiature

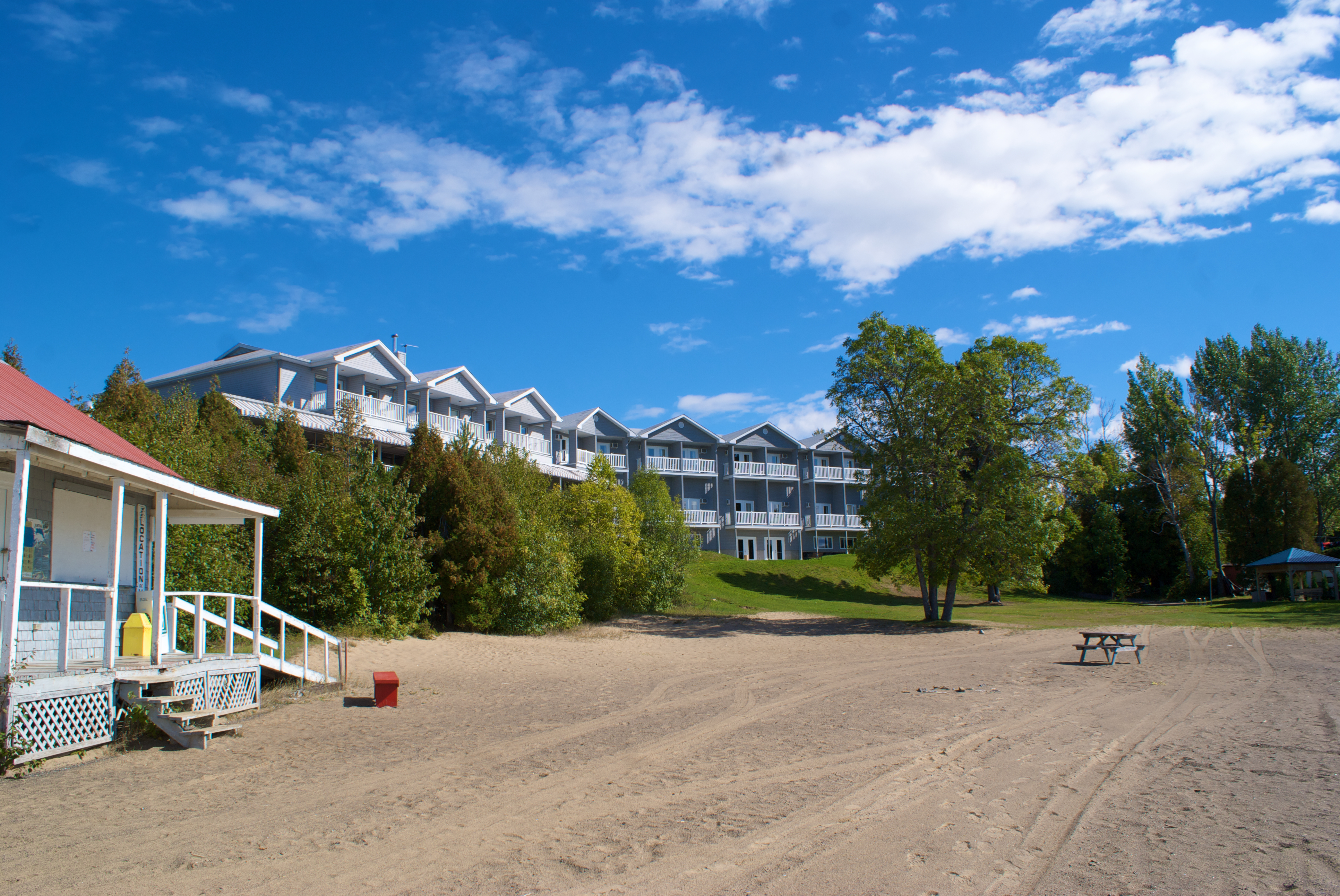
Auberge des Îles.

### Route et voirie

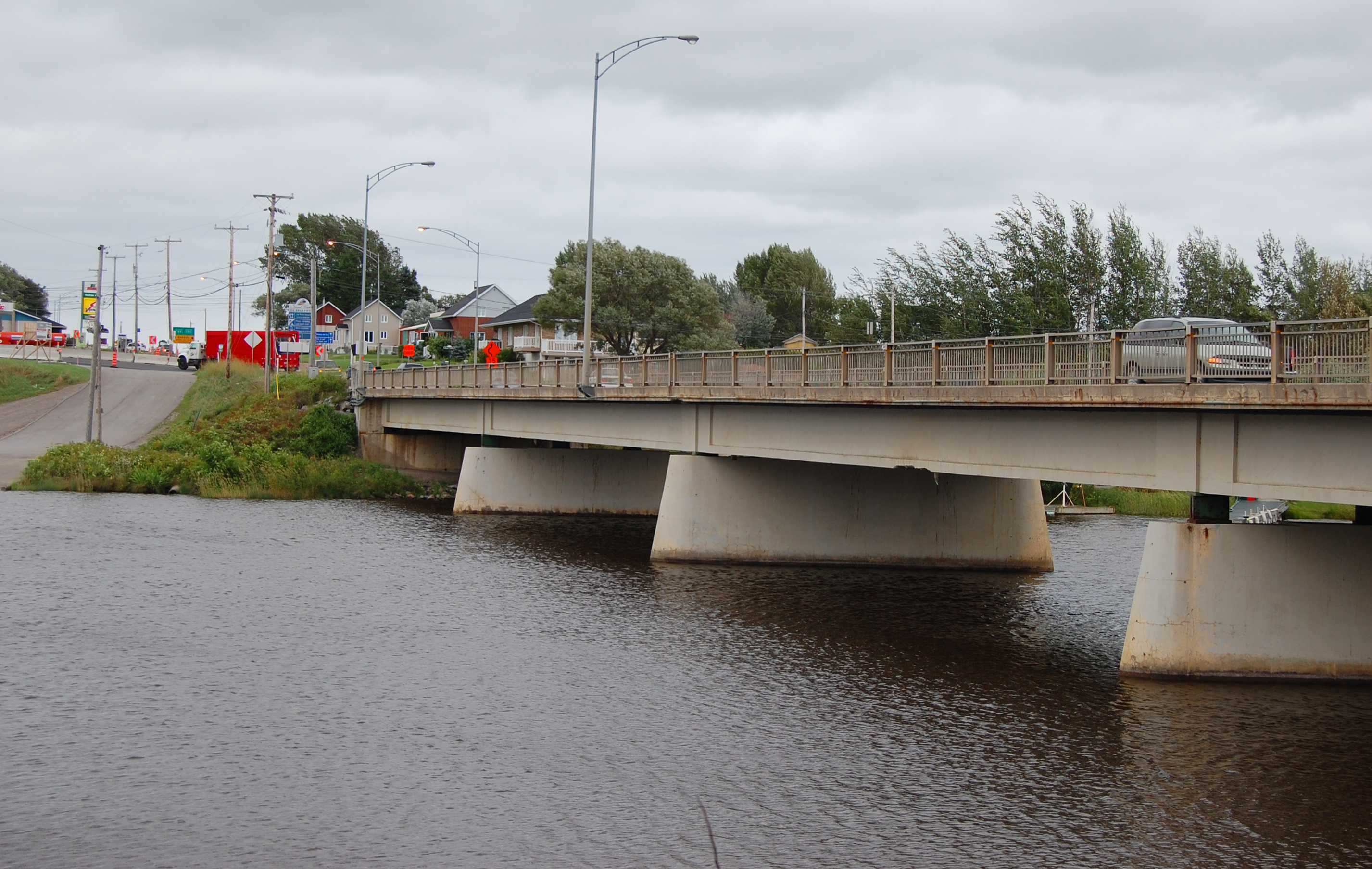
Le pont Charles-Eugène-Couture (route 170) enjambant la Belle Rivière et reliant Saint-Gédéon et Métabetchouan–Lac-à-la-Croix.

## Économie
| Secteurs d'activité                | Nombre d'emplois en 2006 | Nombre d'emplois en 2006 | Québec |
| ---------------------------------- | ------------------------ | ------------------------ | ------ |
| Agriculture et matières premières  | 110                      | 11 %                     | 4 %    |
| Construction                       | 80                       | 8 %                      | 5 %    |
| Fabrication                        | 170                      | 17 %                     | 15 %   |
| Commerce de gros                   | 35                       | 4 %                      | 4 %    |
| Commerce de détail                 | 80                       | 8 %                      | 12 %   |
| Finance et service immobilier      | 45                       | 5 %                      | 5 %    |
| Soins de santé et services sociaux | 195                      | 19 %                     | 11 %   |
| Services d'enseignement            | 60                       | 6 %                      | 7 %    |
| Services de commerce               | 95                       | 10 %                     | 17 %   |
| Autres services                    | 120                      | 12 %                     | 20 %   |
| Total                              | 980                      |                          |        |

## Culture et société

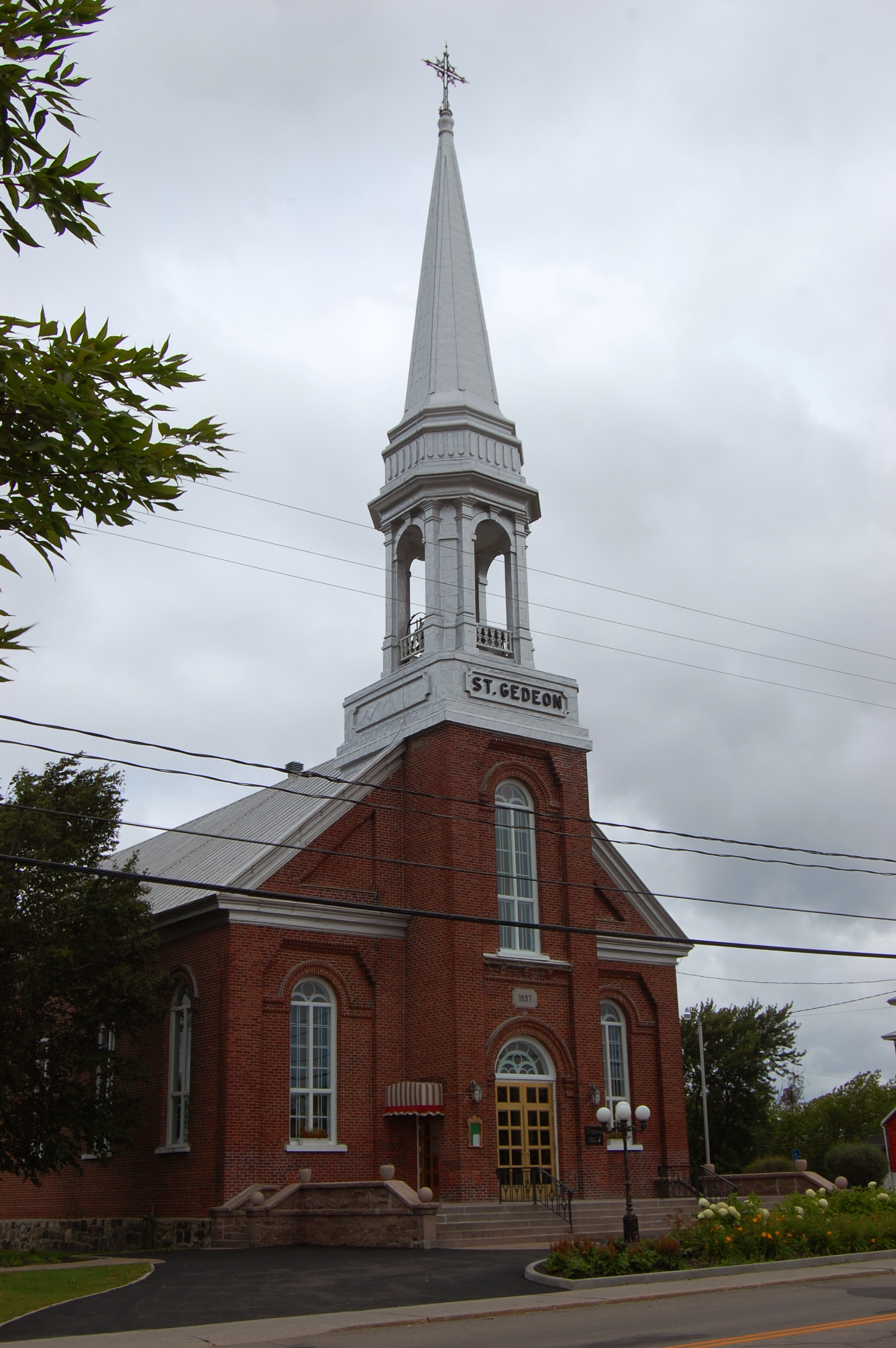
L'église Saint-Antoine-de-Padoue.

### Religion
Selon l'Institut de la statistique du Québec, l'Église catholique comptait 1 845 fidèles dans la municipalité en 2001, soit plus de 96 % de la population concentré en une paroisse : Saint-Antoine-de-Padoue. Les athées arrivent second avec 55 personnes (3 %), suivis par les protestants avec 15 fidèles (1 %). Les habitants de la Saint-Gédéon pratiquant d'autres religions représentent moins de 1 % de la population. On y compte également un cimetière catholique; le cimetière Saint-Antoine-de-Padoue.
De plus, Saint-Gédéon a son diacre permanent. Ce dernier, M. Daniel Audy, maître ès arts, fut ordonné par Mgr Couture, le 7 juin 1991 en la fête du Sacré-Cœur.

### Arts

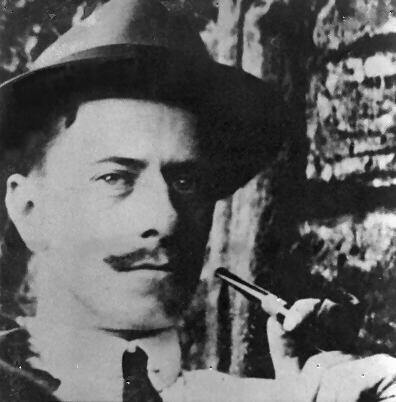
L'écrivain Louis Hémon rédige la première version de Maria Chapdelaine au cours de son passage à Saint-Gédéon en 1912.

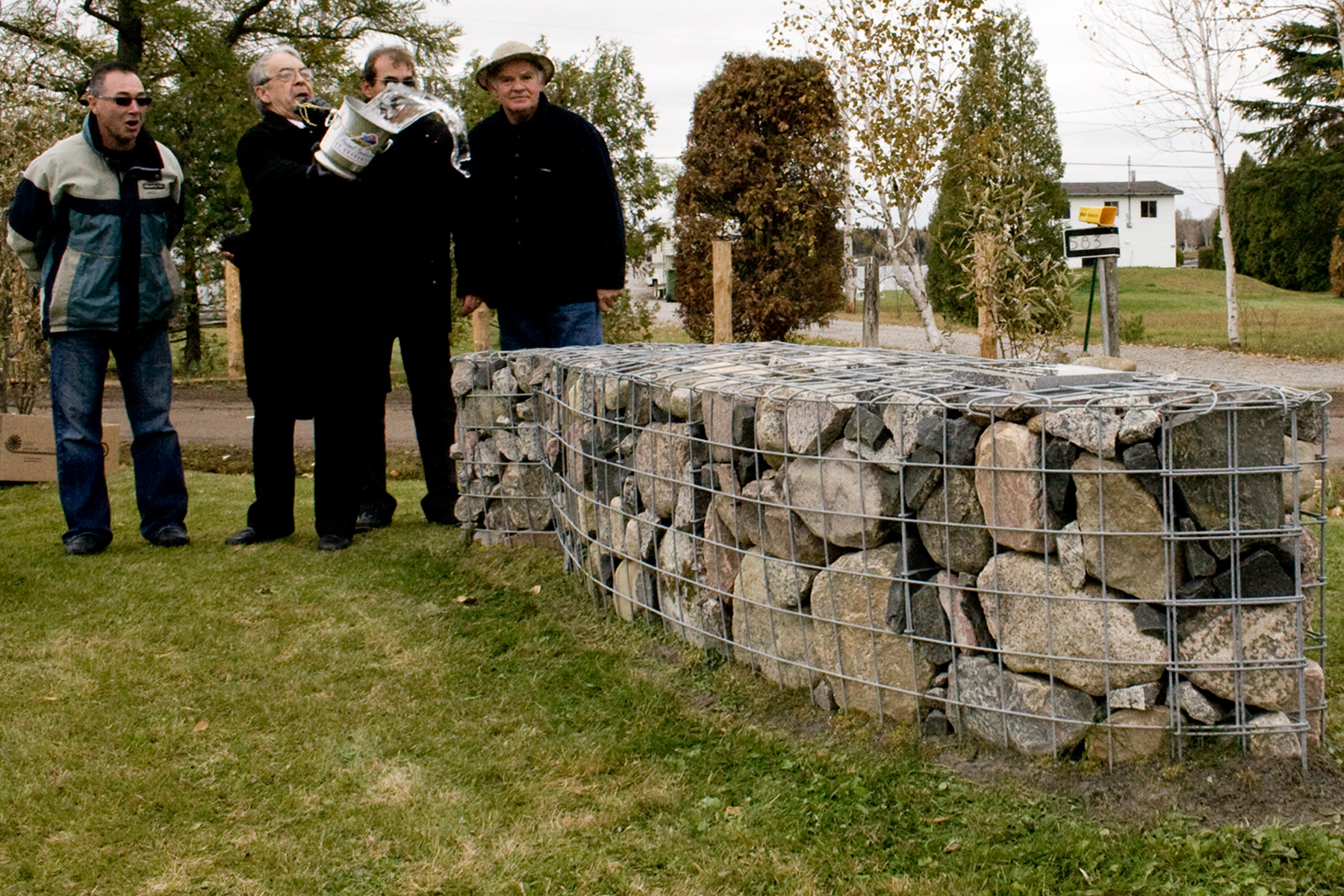
Le maire Jean-Paul Boucher inaugure le Tacon Site de l’Eau, 2009.

De passage vers la fin de 1912, c'est à Saint-Gédéon que l'écrivain Louis Hémon écrit la première version de Maria Chapdelaine.
Le collectif d'artistes Interaction Qui a implanté en 2009 le Tacon Site de l’Eau dans le cadre de la Grande Marche des Tacons-Sites. Depuis cet événement, la communauté de Saint-Gédéon-de-Grandmont est dépositaire du marqueur identitaire fondé sur l’eau comme énergie et source de loisir omniprésent sur le territoire.

## Personnalités  liées
- André Fontaine (1926-2005), artiste-peintre et journaliste de presse, est né à Saint-Gédéon.